# Thứ Hai

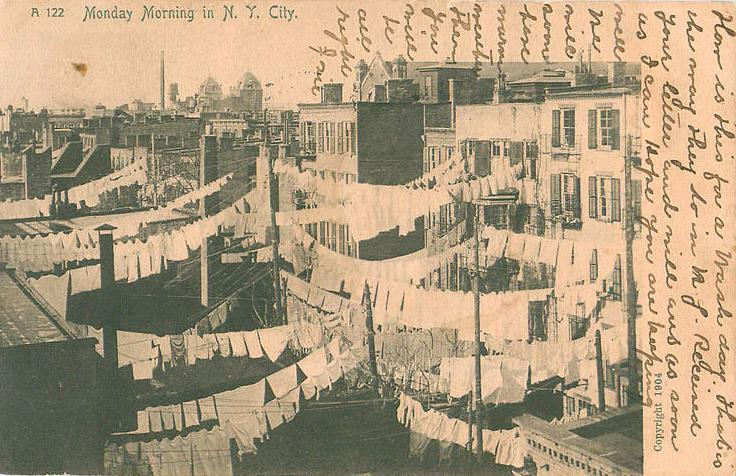
Postcard năm 1907 có chú thích "Monday Morning in N. Y. City", cho thấy theo truyền thống, thứ Hai là ngày giặt quần áo

Thứ Hai là một ngày trong tuần nằm giữa Chủ nhật và thứ Ba.
Trong văn minh phương Tây, thứ Hai được lấy tên từ Mặt Trăng. Thứ Hai thường được xem là ngày đầu tiên trong tuần làm việc.
Tiếng Việt thì chịu ảnh hưởng từ tiếng Bồ Đào Nha vốn gọi Thứ Hai là segunda-feira, nghĩa là "ngày lễ thứ nhì". Một số ngôn ngữ khác như tiếng Ả Rập, tiếng Hy Lạp, tiếng Do Thái, tiếng Thổ Nhĩ Kỳ cũng gọi thứ Hai là "ngày thứ hai trong tuần".
Trong các nước, Tiếng Trung ngày này được gọi là Tinh kỳ nhất (chữ Hán: 星期一) nghĩa là kỳ sao thứ nhất. Trong tiếng Nhật và tiếng Hàn, ngày này được gọi là Nguyệt Diệu Nhật (Kanji/Hanja: 月曜日, Kana: げつようび - getsu yōbi, Hangeul: 월요일 - wol yo il), nghĩa là "ngày Nguyệt Diệu" hay "ngày Mặt Trăng".